# Морбіус (персонаж)
Морбіус (англ. Morbius) — вигаданий персонаж серій коміксів видавництва Marvel Comics. Персонаж був створений Роєм Томасом і Гілом Кейном і вперше з'явився в коміксі The Amazing Spider-Man # 101 (жовтень 1971).
Уперше читачі коміксів побачили Морбіуса на сторінках журналу в жовтні 1971 року, в 101-му номері The Amazing Spider-Man. Саме тоді організація, що була відповідальною за цензуру в коміксах, скасувала заборону на зображення в журналах вампірів та іншої «погані». До 1976 року цей персонаж неодноразово з'являвся в різних серіях коміксів. Потім сценаристи на довгих 16 років забули про незвичайного «вампіра-термінатора». А у вересні 1992 року він раптом знову з'явився — цього разу в спеціальній серії коміксів Morbius the Living Vampire, випуск якої тривав до квітня 1995 року.

## Страшний експеримент
Здібності вампіра Морбіус отримує «науковим» способом. Цей учений, лауреат Нобелівської премії в галузі біохімії, страждав на рідкісну смертельну хворобу крові. Спочатку він сам намагався знайти ліки від цієї недуги, але зазнав поразки. Хвороба тим часом підсилювалася, і Майкл чудово розумів, що в нього залишилося зовсім небагато часу… Тоді він ризикнув взяти участь в експерименті з використанням кажанів-вампірів і електрошокової терапії. Однак такий екзотичний спосіб лікування дав цілком несподіваний результат: звичайна людина, Морбіус почав стрімко перетворюватися на вампіра…

## Некеровані здібності
Зміни, що відбулися в організмі доктора, диктували необхідність докорінно змінити своє життя й навчитися контролювати нові здібності. На жаль, Морбіус зрозумів це тільки після того, як випадково вбив свого партнера Ніко. Тоді новоявлений вампір сховався в покинутому будинку на Лонг-Айленді. Там він почав потихеньку опановувати набуті здібності.
Новоявлений вампір спочатку полював на людей, але потім поринув в анабіоз, із якого вийшов, сповнений рішучості позбутися жаги крові та прагнення вбивати. Вістлер (фахівець із вампірів) допоміг бідоласі й забезпечив його спеціальною сироваткою, що пригнічує страшні інстинкти. Після цього Морбіус став напарником Блейда в боротьбі з вампірами.